# 內密三乘
內密，是藏傳佛教寧瑪派九乘判教的第七、八、九乘，也是寧瑪派修行大圓滿的三个次第。屬於密續的修行方法，分別為：
1. 摩诃瑜珈（英语：Mahayoga）（大瑜伽，Mahā Yoga），修行生起次第。
2. 阿努瑜珈（英语：Anuyoga）（无比瑜伽，Anu Yoga），修行圆满次第。
3. 阿底瑜珈（无上阿底瑜伽，Ati Yoga），按照妙吉祥友的抉擇分為心部、界部、口訣部。此部分才被稱為大圓滿。

这階段把一切雜念清除恢复心的自然本性就可解脱。
至于白教、黄教与花教等新譯密續將此三續称為無上瑜伽續的父續、母續與无二續。

## 註释参考
1. ↑  Achard, Jean-Luc. The View of sPyi ti yoga*. 的存檔，存档日期2021-06-24. CNRS, CRCAO, Paris